# Удалённое резервное копирование данных
Удалённое резервное копирование данных — сервис, предоставляющий пользователям систему для резервного копирования и хранения компьютерных файлов.
Системы удалённого резервного копирования обычно встраиваются в клиентскую программу, которая выполняется обычно один раз в день. Эта программа собирает, сжимает, шифрует и передаёт данные серверам поставщика услуг резервного копирования. Другим типом данного продукта, также доступном на рынке, является удалённая непрерывная защита данных (ТМВ).

## История
Большинство сетевых (удалённых) служб резервного копирования появилось во время пузыря доткомов в конце 1990-х. Первое время на рынке было немного поставщиков этих услуг, но крупные промышленники быстро поняли важность той роли, которую эти провайдеры играли на арене веб-служб, поэтому деятельность M&A стала преобладающей в последние несколько лет.
Начиная с 2005 года большинство поставщиков услуг резервного копирования данных используют стратегию SaaS («программное обеспечение как услуга»). В последние годы также зафиксировано значительное увеличение числа провайдеров услуг резервного копирования с единственной и независимой активностью, которые составляют часть крупной промышленности.

## Характерные черты
Резервное копирование использующихся файлов 

Возможность резервного копирования файлов, которые часто остаются открытыми, такие как Outlook файлы (*.pst) или SQL-базы данных. Это позволяет ИТ-администраторам запускать резервное копирование в любое время суток.
Мульти-платформенность 

Мультиплатформенный резервный сервис может копировать файлы разных платформ, таких как различные версии Windows, Macintosh, и Linux/Unix.
Зашифрованная передача данных 

Шифрование для предотвращения перехвата данных. Это не означает, что данные обязательно будут зашифрованы при хранении.

## Критика

### Преимущества
Удалённое резервное копирование имеет преимущества по сравнению с традиционными методами резервного копирования:
- возможно самый важный аспект копирования — то, что резервные копии сохранены отдельно от оригинальных данных;
- удалённое резервное копирование не требует пользовательского вмешательства;
- неограниченное хранение данных;
- некоторые удалённые резервные службы могут работать непрерывно, копируя изменения в файлах;
- большинство удалённых резервных служб содержит список версий файлов;
- большинство удалённых резервных служб использует 128—448-битовое шифрование для отправки данных по небезопасным каналам передачи данных (например через Интернет);
- некоторые службы удалённого резервного копирования могут сократить продолжительность резервного копирования передавая на сервер только изменившиеся данные.

### Недостатки
Удалённое резервное копирование имеет некоторые недостатки:
- в зависимости от доступной сетевой полосы пропускания восстановление данных может быть медленным[1]. Поскольку данные хранятся отдельно, они могут быть восстановлены либо с помощью пересылки через Интернет, либо через диск, отправленный от поставщика услуг удалённого резервного копирования;
- у некоторых поставщиков этих услуг не даётся гарантия, что данные будут сохранены конфиденциально, поэтому рекомендуется шифрование данных перед сохранением или автоматизацией процесса резервирования;
- в случае, если поставщик услуг удалённого резервного копирования обанкротится или будет выкуплен другой компанией, то это может повлиять на доступность данных или стоимость использования сервиса[1];
- если пароль кодирования будет потерян, то восстановление данных будет невозможно;
- у некоторых поставщиков услуг удалённого резервного копирования часто есть ежемесячные лимиты, которые препятствуют большим резервным копиям.